# ジャパンラグビートップリーグ2013-2014
ジャパンラグビートップリーグ2013-2014は2013年8月30日から2014年2月11日まで行われた、日本国内最高峰の社会人ラグビー（ラグビーユニオン）リーグである。レギュラーシーズン1位のパナソニックワイルドナイツがプレーオフトーナメントを制し、前身の三洋電機時代から3シーズンぶり2度目の優勝を遂げた。

## 参加チーム
ジャパンラグビートップリーグ2013-2014の参加チームは下表の通りである（記載は前年レギュラーシーズンの成績上位順）。
トップリーグの参加チーム数が14チームから16チームに増加。昨シーズンの結果、福岡サニックスブルースが地域リーグ（トップキュウシュウ）に降格し、コカ・コーラウエストレッドスパークス（トップキュウシュウ）、クボタスピアーズ（トップイーストリーグ）、豊田自動織機シャトルズ（トップウェスト）が各地域リーグから昇格した。
| チーム名                                    | 前年成績                                     | 備考                                                                        |
| ------------------------------------------- | -------------------------------------------- | --------------------------------------------------------------------------- |
| サントリーサンゴリアス                      | トップリーグ 1位 プレーオフトーナメント 優勝 |                                                                             |
| 東芝ブレイブルーパス                        | トップリーグ 2位                             |                                                                             |
| パナソニックワイルドナイツ                  | トップリーグ 3位                             |                                                                             |
| 神戸製鋼コベルコスティーラーズ              | トップリーグ 4位                             |                                                                             |
| トヨタ自動車ヴェルブリッツ                  | トップリーグ 5位                             |                                                                             |
| ヤマハ発動機ジュビロ                        | トップリーグ 6位                             |                                                                             |
| 近鉄ライナーズ                              | トップリーグ 7位                             |                                                                             |
| NECグリーンロケッツ                         | トップリーグ 8位                             |                                                                             |
| NTTコミュニケーションズシャイニングアークス | トップリーグ 9位                             |                                                                             |
| リコーブラックラムズ                        | トップリーグ 10位                            |                                                                             |
| キヤノンイーグルス                          | トップリーグ 11位                            |                                                                             |
| 九州電力キューデンヴォルテクス              | トップリーグ 12位                            |                                                                             |
| NTTドコモレッドハリケーンズ                 | トップリーグ 13位                            | 残留（トップリーグ入替戦勝利）                                              |
| コカ・コーラウエストレッドスパークス        | トップキュウシュウ 優勝                      | 自動昇格（トップチャレンジ1 1位） 2シーズンぶりの復帰                       |
| クボタスピアーズ                            | トップイーストリーグ 優勝                    | 自動昇格（トップチャレンジ1 2位） 3シーズンぶりの復帰                       |
| 豊田自動織機シャトルズ                      | トップウェスト 優勝                          | トップリーグ入替戦に勝利し昇格（トップチャレンジ1 3位） 3シーズンぶりの復帰 |

## シーズンのレギュレーション変更
「トップリーグ」が誕生して11シーズン目の今シーズンより、レギュラーシーズンのレギュレーションに大幅な変更。参加チーム数が2チーム増えて16チームとなった一方、「全チームの1シーズン1回戦総当たり」から、1stステージは8チームずつ2プールに分けてプールごとに1回戦総当たりを行い、2ndステージは前半戦の順位を基にプールを組み替えて1回戦総当たりを行う「2プール2ステージ制」に変更された。これにより、各チームごとのレギュラーシーズンの試合数は13試合から14試合に増加するが、いずれのチームも自チームを除く15チームのうち4チームとはレギュラーシーズンでは対戦がない（逆に3チームとは1st/2ndの両ステージで対戦がある）という状況が生まれることになった。

## 1stステージ

### プールA
| 順位 | チーム                                      | 試合 | 勝 | 分 | 負 | 得点 | 失点 | 得失 | BP | 勝点 |                        |
| ---- | ------------------------------------------- | ---- | -- | -- | -- | ---- | ---- | ---- | -- | ---- | ---------------------- |
| 1    | サントリーサンゴリアス                      | 7    | 6  | 0  | 1  | 245  | 110  | +135 | 6  | 30   | 2ndステージグループAへ |
| 2    | NECグリーンロケッツ                         | 7    | 5  | 0  | 2  | 193  | 138  | +55  | 5  | 25   | 2ndステージグループAへ |
| 3    | 神戸製鋼コベルコスティーラーズ              | 7    | 5  | 0  | 2  | 213  | 147  | +66  | 4  | 24   | 2ndステージグループAへ |
| 4    | トヨタ自動車ヴェルブリッツ                  | 7    | 5  | 0  | 2  | 142  | 111  | +31  | 2  | 22   | 2ndステージグループAへ |
| 5    | NTTコミュニケーションズシャイニングアークス | 7    | 4  | 0  | 3  | 155  | 175  | -20  | 3  | 19   | 2ndステージグループBへ |
| 6    | 豊田自動織機シャトルズ                      | 7    | 1  | 0  | 6  | 172  | 185  | -13  | 7  | 11   | 2ndステージグループBへ |
| 7    | NTTドコモレッドハリケーンズ                 | 7    | 2  | 0  | 5  | 116  | 208  | -92  | 2  | 10   | 2ndステージグループBへ |
| 8    | 九州電力キューデンヴォルテクス              | 7    | 0  | 0  | 7  | 97   | 259  | -162 | 0  | 0    | 2ndステージグループBへ |

### プールB
| 順位 | チーム                               | 試合 | 勝 | 分 | 負 | 得点 | 失点 | 得失 | BP | 勝点 |                        |
| ---- | ------------------------------------ | ---- | -- | -- | -- | ---- | ---- | ---- | -- | ---- | ---------------------- |
| 1    | パナソニックワイルドナイツ           | 7    | 5  | 1  | 1  | 231  | 97   | +134 | 6  | 28   | 2ndステージグループAへ |
| 2    | ヤマハ発動機ジュビロ                 | 7    | 5  | 1  | 1  | 209  | 150  | +59  | 3  | 25   | 2ndステージグループAへ |
| 3    | 東芝ブレイブルーパス                 | 7    | 5  | 0  | 2  | 164  | 131  | +33  | 3  | 23   | 2ndステージグループAへ |
| 4    | キヤノンイーグルス                   | 7    | 4  | 0  | 3  | 187  | 161  | +26  | 4  | 20   | 2ndステージグループAへ |
| 5    | クボタスピアーズ                     | 7    | 4  | 0  | 3  | 169  | 173  | -4   | 4  | 20   | 2ndステージグループBへ |
| 6    | 近鉄ライナーズ                       | 7    | 2  | 0  | 5  | 139  | 167  | -28  | 5  | 13   | 2ndステージグループBへ |
| 7    | リコーブラックラムズ                 | 7    | 1  | 1  | 5  | 142  | 196  | -54  | 3  | 9    | 2ndステージグループBへ |
| 8    | コカ・コーラウエストレッドスパークス | 7    | 0  | 1  | 6  | 125  | 291  | -166 | 4  | 6    | 2ndステージグループBへ |

## 2ndステージ
1stステージの順位に応じて2ndステージ開始時にボーナスポイント(BP)が与えられる。
- グループA（サントリー・パナソニック：4点｜NEC・ヤマハ発動機：3点｜神戸製鋼・東芝：2点｜トヨタ自動車・キヤノン：1点）
- グループB（NTTコミュニケーションズ・クボタ：4点｜豊田自動織機・近鉄：3点｜NTTドコモ・リコー：2点｜九州電力・コカ・コーラウエスト：1点）

### グループA
| 順位 | チーム                         | 試合 | 勝 | 分 | 負 | 得点 | 失点 | 得失 | BP | 勝点 |                                        |
| ---- | ------------------------------ | ---- | -- | -- | -- | ---- | ---- | ---- | -- | ---- | -------------------------------------- |
| 1    | パナソニックワイルドナイツ     | 7    | 7  | 0  | 0  | 224  | 105  | +119 | 8  | 36   | プレーオフトーナメント、日本選手権へ   |
| 2    | サントリーサンゴリアス         | 7    | 6  | 0  | 1  | 261  | 169  | +92  | 8  | 32   | プレーオフトーナメント、日本選手権へ   |
| 3    | 神戸製鋼コベルコスティーラーズ | 7    | 4  | 0  | 3  | 223  | 194  | +29  | 8  | 24   | プレーオフトーナメント、日本選手権へ   |
| 4    | 東芝ブレイブルーパス           | 7    | 4  | 0  | 3  | 181  | 151  | +30  | 7  | 23   | プレーオフトーナメント、日本選手権へ   |
| 5    | ヤマハ発動機ジュビロ           | 7    | 3  | 0  | 4  | 168  | 177  | -9   | 7  | 19   | 日本選手権ワイルドカードトーナメントへ |
| 6    | トヨタ自動車ヴェルブリッツ     | 7    | 3  | 0  | 4  | 127  | 188  | -61  | 2  | 14   | 日本選手権ワイルドカードトーナメントへ |
| 7    | キヤノンイーグルス             | 7    | 1  | 0  | 6  | 131  | 251  | -120 | 4  | 8    | 日本選手権ワイルドカードトーナメントへ |
| 8    | NECグリーンロケッツ            | 7    | 0  | 0  | 7  | 130  | 210  | -80  | 7  | 7    | 日本選手権ワイルドカードトーナメントへ |

### グループB
| 順位 | チーム                                      | 試合 | 勝 | 分 | 負 | 得点 | 失点 | 得失 | BP | 勝点 |                                        |
| ---- | ------------------------------------------- | ---- | -- | -- | -- | ---- | ---- | ---- | -- | ---- | -------------------------------------- |
| 9    | クボタスピアーズ                            | 7    | 5  | 0  | 2  | 166  | 103  | +63  | 7  | 27   | 日本選手権ワイルドカードトーナメントへ |
| 10   | 近鉄ライナーズ                              | 7    | 5  | 0  | 2  | 187  | 158  | +29  | 7  | 27   | 日本選手権ワイルドカードトーナメントへ |
| 11   | リコーブラックラムズ                        | 7    | 4  | 0  | 3  | 217  | 150  | +67  | 9  | 25   | 日本選手権ワイルドカードトーナメントへ |
| 12   | 豊田自動織機シャトルズ                      | 7    | 4  | 0  | 3  | 190  | 195  | -5   | 7  | 23   | 日本選手権ワイルドカードトーナメントへ |
| 13   | NTTコミュニケーションズシャイニングアークス | 7    | 3  | 0  | 4  | 158  | 210  | -52  | 8  | 20   | 入替戦へ                               |
| 14   | コカ・コーラウエストレッドスパークス        | 7    | 3  | 0  | 4  | 157  | 175  | -18  | 7  | 19   | 入替戦へ                               |
| 15   | NTTドコモレッドハリケーンズ                 | 7    | 2  | 0  | 5  | 152  | 160  | -8   | 6  | 14   | 入替戦へ                               |
| 16   | 九州電力キューデンヴォルテクス              | 7    | 2  | 0  | 5  | 157  | 233  | -76  | 4  | 12   | 自動降格                               |

## プレーオフトーナメント
|  | セミファイナル                               | セミファイナル         |                              |  | ファイナル | ファイナル |
|  |                                              |                        |                              |  |            |            |
|  | 2014年2月1日 - 秩父宮、東京                  |                        |                              |  |            |            |
|  | パナソニックワイルドナイツ （リーグ1位）     | 55                     |                              |  |            |            |
|  | 東芝ブレイブルーパス （リーグ4位）           | 15                     |                              |  |            |            |
|  |                                              |                        | 2014年2月11日 - 秩父宮、東京 |  |            |            |
|  | パナソニックワイルドナイツ                   | 45                     |                              |  |            |            |
|  |                                              | サントリーサンゴリアス | 22                           |  |            |            |
|  | 2014年2月2日 - 秩父宮、東京                  |                        |                              |  |            |            |
|  | 神戸製鋼コベルコスティーラーズ （リーグ3位） | 19                     |                              |  |            |            |
|  | サントリーサンゴリアス （リーグ2位）         | 27                     |                              |  |            |            |

### セミファイナル
- 2月1日 パナソニックワイルドナイツ 55-15 東芝ブレイブルーパス
- 2月2日 神戸製鋼コベルコスティーラーズ 19-27 サントリーサンゴリアス

### ファイナル
- 2月11日[1] パナソニックワイルドナイツ 45-22 サントリーサンゴリアス

## 入替制度

### 入替枠の変更
| 順位                  | 前年（2012-2013シーズン）       | 今年（2013-2014シーズン）       |
| --------------------- | ------------------------------- | ------------------------------- |
| トップリーグ13位      | 入替戦（トップチャレンジ1 4位） | 入替戦（トップチャレンジ1 4位） |
| トップリーグ14位      | 入替戦（トップチャレンジ1 3位） | 入替戦（トップチャレンジ1 3位） |
| トップリーグ15位      | －                              | 入替戦（トップチャレンジ1 2位） |
| トップリーグ16位      | －                              | 地域リーグへ自動降格            |
| トップチャレンジ1 1位 | トップリーグへ自動昇格          | トップリーグへ自動昇格          |
| トップチャレンジ1 2位 | トップリーグへ自動昇格          | 入替戦（トップリーグ15位）      |
| トップチャレンジ1 3位 | 入替戦（トップリーグ14位）      | 入替戦（トップリーグ14位）      |
| トップチャレンジ1 4位 | 入替戦（トップリーグ13位）      | 入替戦（トップリーグ13位）      |

今シーズンから、これまでの「自動入れ替え2・入れ替え戦2」が「自動入れ替え1・入れ替え戦3」に変更、トップチャレンジ1からの自動昇格が上位2チームから優勝チームのみに、トップリーグからの自動降格が下位2チームから16位（グループB8位）に変更され、残りの3枠はトップチャレンジのほかの3チームと、トップリーグ13-15位（グループB5-7位）との入れ替え戦に回る方式へと変更。

### 自動降格
2ndステージBグループの結果、Bグループ8位の九州電力キューデンヴォルテクスがトップリーグ16位となりトップキュウシュウへの自動降格が決定した。

### トップチャレンジ2
| 順位 | チーム                                           | 試合 | 勝 | 分 | 負 | 得点 | 失点 | 得失 | BP | 勝点 |                     |
| ---- | ------------------------------------------------ | ---- | -- | -- | -- | ---- | ---- | ---- | -- | ---- | ------------------- |
| 1    | 横河武蔵野アトラスターズ（トップイーストリーグ） | 2    | 1  | 0  | 1  | 57   | 51   | +6   | 2  | 6    | トップチャレンジ1へ |
| 2    | マツダブルーズーマーズ（トップキュウシュウ）     | 2    | 1  | 0  | 1  | 68   | 63   | +5   | 2  | 6    |                     |
| 3    | 中部電力（トップウェスト）                       | 2    | 1  | 0  | 1  | 49   | 60   | -11  | 1  | 5    |                     |
- 12月7日 中部電力 39-27 マツダブルーズーマーズ（名古屋市瑞穂公園ラグビー場）
- 12月15日 マツダブルーズーマーズ 41-24 横河武蔵野アトラスターズ（コカ･コーラウエスト広島スタジアム）
- 12月23日 横河武蔵野アトラスターズ 33-10 中部電力（秩父宮ラグビー場）

以上の結果、1位の横河武蔵野アトラスターズがトップチャレンジ1への進出が決定した。

### トップチャレンジ1
| 順位 | チーム                                               | 試合 | 勝 | 分 | 負 | 得点 | 失点 | 得失 | BP | 勝点 |          |
| ---- | ---------------------------------------------------- | ---- | -- | -- | -- | ---- | ---- | ---- | -- | ---- | -------- |
| 1    | 福岡サニックスブルース（トップキュウシュウ）         | 3    | 3  | 0  | 0  | 177  | 43   | +134 | 1  | 13   | 自動昇格 |
| 2    | ホンダヒート（トップウェスト）                       | 3    | 2  | 0  | 1  | 124  | 57   | +67  | 1  | 9    | 入替戦へ |
| 3    | 三菱重工相模原ダイナボアーズ（トップイーストリーグ） | 3    | 1  | 0  | 2  | 102  | 72   | +30  | 1  | 5    | 入替戦へ |
| 4    | 横河武蔵野アトラスターズ（トップチャレンジ2 1位）    | 3    | 0  | 0  | 3  | 25   | 256  | -231 | 0  | 0    | 入替戦へ |
- レベルファイブスタジアム
  - 1月12日 ホンダヒート 80-8 横河武蔵野アトラスターズ
  - 1月12日 福岡サニックスブルース 34-20 三菱重工相模原ダイナボアーズ

- 駒沢陸上競技場
  - 1月19日 福岡サニックスブルース 113-7 横河武蔵野アトラスターズ
  - 1月19日 三菱重工相模原ダイナボアーズ 19-28 ホンダヒート

- 近鉄花園ラグビー場
  - 1月26日 三菱重工相模原ダイナボアーズ 63-10 横河武蔵野アトラスターズ
  - 1月26日 ホンダヒート 16-30 福岡サニックスブルース

以上の結果、1位福岡サニックスブルースのトップリーグへの自動昇格、2位以下3チームのトップリーグ入替戦出場が決定した。

### トップリーグ入替戦
規定により、トップリーグ13位NTTコミュニケーションズシャイニングアークスがトップチャレンジ1・4位の横河武蔵野アトラスターズと、トップリーグ14位コカ・コーラウエストレッドスパークスが、トップチャレンジ1・3位の三菱重工相模原ダイナボアーズと、トップリーグ15位NTTドコモレッドハリケーンズがトップチャレンジ1・2位のホンダヒートと入替戦を行った。
- 2月8日 コカ・コーラウエストレッドスパークス(トップリーグ14位) 22-17 三菱重工相模原ダイナボアーズ(トップチャレンジ1・3位)（レベルファイブスタジアム）
- 2月15日 NTTドコモレッドハリケーンズ(トップリーグ15位) 41-29 ホンダヒート(トップチャレンジ1・2位)（近鉄花園ラグビー場）
- 2月22日[2] NTTコミュニケーションズシャイニングアークス(トップリーグ13位) 59-7 横河武蔵野アトラスターズ(トップチャレンジ1・4位)（県営熊谷ラグビー場）

以上の結果、コカ・コーラウエストレッドスパークス、NTTドコモレッドハリケーンズ、NTTコミュニケーションズシャイニングアークスのトップリーグ残留が決定した。

## 表彰
2013-2014シーズンの年間表彰式は、2014年2月12日に東京都港区の明治記念館で実施された。受賞者には記念のトロフィー等が贈られた。表彰者一覧は後述の通り。

### チーム表彰

#### TOP LEAGUE 優勝チーム
|        | チーム名                       | 備考                                          |
| ------ | ------------------------------ | --------------------------------------------- |
| 優勝   | パナソニック ワイルドナイツ    | （3季ぶり2回目）※前回は三洋電機ワイルドナイツ |
| 準優勝 | サントリーサンゴリアス         |                                               |
| 第3位  | 神戸製鋼コベルコスティーラーズ |                                               |
| 第3位  | 東芝ブレイブルーパス           |                                               |

#### フェアプレーチーム賞
| チーム名                    | 備考                                          |
| --------------------------- | --------------------------------------------- |
| パナソニック ワイルドナイツ | （3季ぶり5回目）※前回は三洋電機ワイルドナイツ |

#### ベストファンサービス賞
| チーム名                                    | 備考             |
| ------------------------------------------- | ---------------- |
| NTTコミュニケーションズシャイニングアークス | （初受賞）       |
| NTTドコモレッドハリケーンズ                 | （初受賞）       |
| ヤマハ発動機ジュビロ                        | （7季ぶり3回目） |

### 個人表彰

#### トップリーグMVP
| 氏名               | 所属チーム                  | 備考       |
| ------------------ | --------------------------- | ---------- |
| ベリック・バーンズ | パナソニック ワイルドナイツ | （初受賞） |

#### 新人賞
| 氏名     | 所属チーム                  |
| -------- | --------------------------- |
| 稲垣啓太 | パナソニック ワイルドナイツ |
| 堀江恭佑 | ヤマハ発動機ジュビロ        |

#### 最多トライゲッター
| 氏名               | 所属チーム                     | 備考               |
| ------------------ | ------------------------------ | ------------------ |
| ジャック・フーリー | 神戸製鋼コベルコスティーラーズ | 17トライ（初受賞） |

#### 得点王
| 氏名               | 所属チーム             | 備考                                   |
| ------------------ | ---------------------- | -------------------------------------- |
| ニコラス・ライアン | サントリーサンゴリアス | 188得点（2T/44G/30PG）（7季ぶり2回目） |

#### ベストキッカー
| 氏名               | 所属チーム             | 備考                          |
| ------------------ | ---------------------- | ----------------------------- |
| ニコラス・ライアン | サントリーサンゴリアス | 178得点（44G/30PG）（初受賞） |

#### 最優秀ベストホイッスル
| 氏名     | 備考       |
| -------- | ---------- |
| 麻生彰久 | （初受賞） |

#### ベストホイッスル
| 氏名     | 備考       |
| -------- | ---------- |
| 麻生彰久 | （初受賞） |
| 大槻卓   | （初受賞） |
| 戸田京介 | （初受賞） |

#### プレーオフトーナメントMVP
| 氏名     | 所属チーム                  | 備考             |
| -------- | --------------------------- | ---------------- |
| 山田章仁 | パナソニック ワイルドナイツ | （3季ぶり2回目） |

### ベストフィフティーン
| ポジション | 氏名               | 所属チーム                     | 備考             |
| ---------- | ------------------ | ------------------------------ | ---------------- |
| PR1        | 稲垣啓太           | パナソニック ワイルドナイツ    | （初受賞）       |
| HO         | 堀江翔太           | パナソニック ワイルドナイツ    | （2季ぶり4回目） |
| PR3        | 畠山健介           | サントリーサンゴリアス         | （6季連続6回目） |
| LO         | ダニエル・ヒーナン | パナソニック ワイルドナイツ    | （2季ぶり4回目） |
| LO         | 大野均             | 東芝ブレイブルーパス           | （8季連続9回目） |
| FL         | ジョージ・スミス   | サントリーサンゴリアス         | （3季連続3回目） |
| FL         | 西原忠佑           | パナソニック ワイルドナイツ    | （初受賞）       |
| NO8        | 堀江恭佑           | ヤマハ発動機ジュビロ           | （初受賞）       |
| SH         | 日和佐篤           | サントリーサンゴリアス         | （3季連続3回目） |
| SO         | ベリック・バーンズ | パナソニック ワイルドナイツ    | （初受賞）       |
| WTB        | 山田章仁           | パナソニック ワイルドナイツ    | （2季連続3回目） |
| WTB        | 北川智規           | パナソニック ワイルドナイツ    | （2季ぶり6回目） |
| CTB        | ジャック・フーリー | 神戸製鋼コベルコスティーラーズ | （3季連続3回目） |
| CTB        | マレ・サウ         | ヤマハ発動機ジュビロ           | （2季連続2回目） |
| FB         | 五郎丸歩           | ヤマハ発動機ジュビロ           | （3季連続3回目） |

## 参照
1. ↑  当初、同月9日に予定されていたが、8日からの東京都内降雪の影響により、観客、選手の安全確保及び競技の運営が出来ないと判断したため、中止・延期となった。“2月9日（日）「プレーオフトーナメント ファイナル」開催中止・延期のお知らせ”.   （公財）日本ラグビーフットボール協会 (2014年2月8日). 2014年2月11日閲覧。
2. ↑  当初、同月15日に予定されていたが、14日からの関東地方の降雪の影響により、観客、選手の安全確保及び競技の運営が出来ないと判断したため、中止・延期となった。“明日15日トップリーグ入替戦開催中止・延期のお知らせ”.   （公財）日本ラグビーフットボール協会 (2014年2月14日). 2014年2月14日閲覧。
3. ↑  当初、同月10日に予定されていたが、プレーオフトーナメント・ファイナルが降雪の影響により中止・延期になったことに伴い、年間表彰式の日程も変更となった。“「ジャパンラグビー トップリーグ2013-2014 年間表彰式」延期のお知らせ”.   （公財）日本ラグビーフットボール協会 (2014年2月8日). 2014年3月24日閲覧。
4. 1 2 3  “2013-2014年間表彰式 MVPは、ベリック・バーンズ 大野均は８期連続ベストフィフティーン”. JRFUメンバーズクラブ会報誌『JAPAN! JAPAN!』 (（公財）日本ラグビーフットボール協会／JRFUメンバーズクラブ事務局) (48):  p.7. (2014-03).